# ヴァイオリンソナタ第1番 (バルトーク)
ヴァイオリンソナタ第1番 Sz75 は、バルトーク・ベーラが1921年に作曲したヴァイオリンソナタ。

## 概要
バルトークが学生時代に作曲したヴァイオリンとピアノのためのソナタのひとつに、ブダペスト音楽院在学中の1903年に作曲された作品（BB28）があった。この作品は1905年のコンクールでレオポルド・アウアーらの審査員に冷遇されるという結果に終わり、バルトークは曲に番号を与えることはなかった。彼はこの他にもロマン派の流れを汲む作風のソナタを2曲作曲しており、この「第1番」のソナタは彼の実質4作目である。
彼が第1番と名付けたヴァイオリンソナタは1921年に作曲され、ハンガリーのヴァイオリニストであるイェリー・ダラーニへと献呈された。初演はメアリー・ディケンソン＝オーナーのヴァイオリンとエドゥアルト・シュトイアーマンのピアノにより1922年2月8日にウィーンで行われた。直後の3月14日に行われたロンドンのハンガリー公使館で行われたロンドン初演では、ダラーニが作曲者自身の伴奏により演奏している。ロンドン初演は成功を収め、バルトークが1922年4月15日に母に宛てた手紙の中ではその様子が語られている。ユーディ・メニューインは本作を十八番として世界各地で演奏を重ねた。
作曲者自身の認識に沿う形で本作の調性は嬰ハ短調であるとされることもあるが、調性は和声と旋律の両面において曖昧な性質を示している。十二音技法における音列の一部とみなし得る音の動きも現れており、シェーンベルクの影響も指摘される。一方、形式的には古典的ソナタの枠組みに従うように書かれており、ソナタ形式風の形式や三部形式が用いられている。本作の完成から時間を置かずに書かれた第2番のソナタでは実験的色合いが濃く表出されていくことになる。

## 楽曲構成
3つの楽章で構成される。演奏時間は約33分。

### 第1楽章
Allegro appassionato
ソナタ形式。ツィンバロムの音色を思わせるようなピアノの半音階的なアルペッジョが先行し、ヴァイオリンが譜例1を奏でる。この旋律はハンガリーの古い農夫の歌に由来する五音音階の影響下にあるほか、リズムにおいてもハンガリーらしい特徴を示している。この主題はこの後にも音程を変えて姿を現す。
譜例1
提示部ははじめヴァイオリンに置かれていた比重を次第にピアノに移して終わりを迎える。展開部では概ね提示部で現れた通りの順序で主題群が現れる。その中で民謡的要素は音楽的対称性へと吸収され、やがて否定されるに至る。スル・ポンティチェロの指定がある箇所を頂点とし、トランクィッロと指定された再現部へ入っていく。再現部における主題要素は提示部と比べて順序が入れ替えられ、民謡の材料を途切れ途切れに示して楽章の幕を閉じる。

### 第2楽章
Adagio
三部形式。この楽章は作曲者が後年に再び探求することになる夜の音楽の萌芽である。第1部は2つの要素で構成されている。冒頭ピアノが沈黙する中、ヴァイオリンが語るように即興的な旋律を紡いでいく様は民謡からの影響を反映している（譜例2）。遅れて入ってくるピアノの響きにはドビュッシーやラヴェルの影響が感じられるという意見もある。
譜例2
中間部はバルトークのディヴェルティメント第2楽章のように、夜がもたらす恐怖を呼び覚ます音楽である。ピアノが低い嬰ヘ音を持続させる上でヴァイオリンによって譜例3が奏でられる。次第に音量を増すピアノは惨事が差し迫るかのような感覚を与える。
譜例3
やがて訪れる第1部の再現では各部分が元の形に比べて短く処理される。

### 第3楽章
Allegro
ソナタ形式。両奏者に高い技巧とスタミナが要求される。ピアノの激しい導入に続き、『アレグロ・バルバロ』を思わせる主題が提示される（譜例4）。
譜例4
譜例4に対置されるのは譜例5に示されるバグパイプを想起させる性格の主題である。この主題がツィンバロムのような響きを生み出すピアノの伴奏の上に示される。
譜例5
展開は譜例4によって開始され、その中途では新素材と思しき主題も出現するもののいずれも既出の旋律から導かれている。再現部では一部を除くすべての要素が「圧縮」されることにより主題、動機の統一感が強調される。コーダではたとえ短くとも全ての材料が勢揃いし、その様子は万華鏡のように素材群を一望させて曲をまとめあげる。